# Онлайн-курс
Онлайн‑курси — формальні або неформальні навчальні програми, які реалізуються через інтернет, дозволяючи студентам вчитися дистанційно, часто у зручному для себе темпі та поза межами традиційних аудиторій.

## Визначення та форми
Онлайн‑курс може бути:
- Синхронний — з живими лекціями в реальному часі (через Zoom, Teams тощо);
- Асинхронний — на базі відеолекцій, текстів і тестів, доступних у будь-який час[1];
- Змішаний (blended) — частково онлайн, частково офлайн.

## Переваги
- Гнучкість — можливість навчання у зручний час[1]
- Широкий вибір курсів — від академічних до професійних[1]
- Доступність — часто безкоштовні або з бюджетною оплатою
- Тести і домашні завдання — можливість перевірити знання[1]
- Комунікація — форуми, чати для обговорень[1]

## Перспективи та статистика
- Світовий ринок онлайн‑освіти оцінюється в $185 млрд у 2024 році, прогноз до 2027 – $239 млрд[2].
- Кількість онлайн‑студентів у світі перевищить 1 млрд до 2027 року[3].

## Виклики
- Низький рівень завершення курсів — 15–20 %[4].
- Цифрова втома — значна частка занять перед монітором[4]
- Необхідність самодисципліни й технічна грамотність

## Приклади провайдерів
- Coursera — 168 млн користувачів, понад 7 000 курсів[5]
- Udemy — понад 250 000 курсів для практиків[6]
- edX — 83 млн користувачів, університетські курси[7]
- MIT OpenCourseWare — понад 2 400 курсів відкритого доступу[8]

## Онлайн‑курси в Україні
- Prometheus, На Урок, EdEra — національні платформи з курсами різної тематики
- WeStudy — SaaS‑рішення для створення і продажу курсів
- Використання Zoom, Microsoft Teams і Google Classroom у школах та університетах